# 577년

## 연호
- 남진(南陳) 태건(太建) 9년
- 후량(後梁) 천보(天保) 16년
- 북제(北齊) 승광(承光) 원년
- 북주(北周) 건덕(建德) 6년
- 신라(新羅) 홍제(鴻濟) 6년

## 기년
- 남진(南陳) 선제(宣帝) 9년
- 북제(北齊) 유주(幼主) 원년
- 북주(北周) 무제(武帝) 17년
- 신라(新羅) 진지왕(眞智王) 2년
- 고구려(高句麗) 평원왕(平原王) 19년
- 백제(百濟) 위덕왕(威德王) 24년

## 사건
- 백제 위덕왕이 왕흥사를 창건하다.

## 탄생
- 신라(新羅)의 상대등(上大等) 알천(閼川)